# T'Serclaes

Wapen van de familie t'Serclaes

t'Serclaes is een Zuid-Nederlandse, Brabantse adellijke familie.

## Vroege geschiedenis
De naam T'Serclaes trad voor het eerst op de voorgrond met Everaard t'Serclaes, die erin slaagde in 1356 de stad Brussel te heroveren op de Vlaamse graaf Lodewijk van Male tijdens de Brabantse Successieoorlog. Zijn familie behoorde tot de Zeven geslachten van Brussel; zeven voorname "clans" of geslachten die het bestuur van de stad onder elkaar verdeelden.
De opeenvolgende generaties klommen op in de adelstand.
- 1548: keizer Karel verleende het ridderschap aan Jan t'Serclaes.
- 1599: aartshertog Albrecht van Oostenrijk verleende het ridderschap aan Philippe de t'Serclaes.
- 1603: aartshertog Albrecht van Oostenrijk verleende het ridderschap aan Jan de t'Serclaes.
- 1622: keizer Ferdinand II verleende de titel graaf van het Heilige Roomse Rijk aan Jacques en Jean de t'Serclaes, overdraagbaar op alle afstammelingen.
- 1628: verlening van de titel baron, overdraagbaar bij eerstgeboorte, door koning Filips IV van Spanje aan Antoine de t'Serclaes.
- 1635: Ferdinand II verhief de Beierse heerlijkheid Breiteneck tot graafschap met de titel graaf, overdraagbaar bij eerstgeboorte, en met zitting in de Beierse rijksdag, ten gunste van graaf Johan t'Serclaes van Tilly.
- 1693: verheffing tot prins, overdraagbaar door eerstgeboorte, verleend aan Albert t'Serclaes de Tilly, door koning Karel II.
- 1709: vergunning verleend aan Marie-Madeleine de t'Serclaes, laatste van heer familietak, om haar man Philip de Mesemacre te adopteren, met substitutie van zijn naam, titels en wapen door die van de heren de t'Serclaes.

## Genealogie
- Florent t'Serclaes (†1596) trouwde met Marie van der Noot (†1575)
  - Jan t'Serclaes, ridder in 1603, x Anna van der Hulst
    - Jan-Baptist t'Serclaes (1591-1631) x Innocence de Altuna
      - Jan-Baptist t'Serclaes x Marie de Thiebault
        - Jacques-François t'Serclaes (1652-1679) x Isabelle de Colas (1651-1734)
          - Joseph-François t'Serclaes (1677-1743) x Marie-Barbe Marulli
            - Henri t'Serclaes (1717-1784) x Marie de Colins (1718-1778)
              - Benjamin t'Serclaes (1751-1786)n x Julie Fonton de la Salle (1752-1833)
                - Charles de t'Serclaes-Tilly (zie hieronder)

  - Jan t'Serclaes, baron in 1628, x Dymphne de Weert
    - Jacques t'Serclaes (1607-1639) x Jeanne de Busleyde
      - Jean-François t'Serclaes (1637-1695) x Mathilde du Chasteler (1647-1707)
        - Marie-Thérèse t'Serclaes (1685-1712) x Philippe de Mesemacre, geworden de T'Serclaes (†1720)
          - Antoine de t'Serclaes (1700-1750) x Hélène Husmans
            - Ignace de t'Serclaes (1733-1775) x Mathilde Le Duc (†1772)
              - Augustin de t'Serclaes (1764-1811) x Augustine Le Duc d'Holdre (1768-1835)
                - Victorin de t'Serclaes (zie hieronder)

            - Charles-Ernest de t'Serclaes (1735-1809) x Marie de Nachtegael (1746-1812)
              - Jean-François de t'Serclaes de Wommersom (zie hieronder)
              - Théodore de t'Serclaes (zie hieronder)
              - Aimé de t'Serclaes (zie hieronder)

## Na 1815
Zoals alle adellijke families in 1795 beroofd van adellijke status, werden na het herstel van de adel in 1815, ten tijde van het Verenigd Koninkrijk der Nederlanden, vijf familietakken opnieuw in de adel opgenomen, respectievelijk in 1816, 1838 (drie takken) en 1847.

## Charles de T'Serclaes-Tilly
- Charles de T'Serclaes Tilly (1785-1869), zoon van Benjamin (zie hierboven), verkreeg de titel graaf. Bij zijn dood was deze familietak, bij gebrek aan mannelijke opvolgers, uitgedoofd.

## Victorin de T'Serclaes
- Victorin Ghislain Nicolas de T'Serclaes (Brussel, 13 november 1795 - Noorderwijk, 13 oktober 1848) was een zoon van Augustin (zie hierboven). Hij werd in 1847 erkend in de erfelijke adel, met de titel baron overdraagbaar bij eerstgeboorte. Hij trouwde in 1815 met Thérèse Godfriaux (1789-1828). Ze hadden zeven kinderen, van wie er drie redemptoristin werden en een augustines.
  - Augustin de T'Serclaes (1828-1893) trouwde met Sophie van de Werve (1830-1853) en vervolgens met burggravin Louise de Nieulant et de Pottelsberghe (1837-1908), met wie hij twee dochters kreeg. Hij was provincieraadslid van Antwerpen en burgemeester van Noorderwijk. 
    - Marie de T'Serclaes, trouwde met burggraaf Amaury de Ghellinck d'Elseghem Vaernewijck (1851-1919), bibliofiel, genealoog, heraldicus, archeoloog, senator en burgemeester van Elsegem.
    - Sophie de T'Serclaes, trouwde met baron Raoul du Sart de Bouland (1857-1915), gouverneur van Henegouwen.

## Jean-François de T'Serclaes de Wommersom
- Jean François Charles Ghislain de T'Serclaes de Wommersom (Wommersom, 9 februari 1779 - Sint-Joost-ten-Node, 27 april 1849) was een zoon van Charles Ernest (zie hierboven). Hij werd in 1838 erkend in de erfelijke adel met de titel baron, overdraagbaar op alle afstammelingen. Hij trouwde met Marie-Anne Wirix (1769-1802) en vervolgens met Marie van der Gote (1780-1824). Hij had een zoon uit het eerste huwelijk en acht kinderen uit het tweede.
  - Pépin de T'Serclaes de Kessel (1802-1848), trouwde met Hortense Carton de Winnezeele (1800-1871). Ze hadden een zoon die eveneens een zoon had, maar weldra was deze familietak uitgestorven.
  - Theodoor de T'Serclaes de Wommersom (Brussel, 28 augustus 1809 - Gent, 25 mei 1880), districtscommissaris, arrondissementscommissaris, provincieraadslid van Brabant en Oost-Vlaanderen, diplomaat, volksvertegenwoordiger, gouverneur van Limburg en gouverneur van Oost-Vlaanderen en burgemeester van Wommersom, trouwde met Marie-Anne de Biolley (1822-1859), dochter van Raymond de Biolley, industrieel, lid van de Provinciale Staten van Luik en senator. Ze kregen vier zoons en vier dochters. Hij werd in 1856 verheven tot graaf en in 1871 werd de titel overdraagbaar op al zijn afstammelingen.
    - Jacques de T'Serclaes de Wommersom (1852-1914), trouwde met Mathilde de Fabribeckers de Cortils (1858-1933). Hij promoveerde tot luitenant-generaal.
      - Jacques de T'Serclaes de Wommersom (1890-1954), trouwde met Geneviève Pecsteen (1895-1989). Hij was voorzitter van de Koninklijke Vereniging der Afstammelingen van de Brusselse Geslachten.
        - Wenceslas de T'Serclaes (1924-2012), trouwde met Geneviève Bekaert (1927). Hij was architect-stedenbouwkundige, voorzitter van de Belgische Federatie voor Genealogie en Heraldiek, voorzitter van de Koninklijke Vereniging der Afstammelingen van de Brusselse Geslachten, bestuurder van de Société royale de l'ommegang de Bruxelles en bestuurder van de vzw Kunstwijk. Met afstammelingen tot heden.
          - Nathalie de T'Serclaes (1949), getrouwd met advocaat Bernard van de Walle de Ghelcke (1947). Ze was volksvertegenwoordiger, lid van de Brusselse Hoofdstedelijke Raad, lid van de Raad van de Franse Gemeenschap, senator en schepen van Ukkel.

  - Auguste de T'Serclaes de Wommersom (Wommersom, 27 augustus 1813 - Brugge, 24 mei 1866), trouwde met Herminie d'Hanins de Moerkerke (1812-1863).
    - Werner de T'Serclaes de Wommersom (Diksmuide, 6 oktober 1842 - Moerkerke, 18 juli 1876), trouwde met gravin Marie-Joséphine Reusens (1843-1897). Het huwelijk bleef kinderloos.
    - Marie de T'Serclaes de Wommersom (Sint-Niklaas, 27 januari 1845 - Brugge, 28 februari 1915), trouwde met baron Georges de Crombrugghe de Looringhe (1841-1922), advocaat, provincieraadslid van West-Vlaanderen, schepen van Brugge en senator. Ze kregen drie zoons en drie dochters, met afstammelingen tot heden.
    - Alexandre de T'Serclaes de Wommersom (Sint-Niklaas, 17 juli 1846 - Brussel, 25 juni 1915), trouwde een eerste maal met Julie della Faille d'Huysse (1849-1889), een tweede maal met Léonie Sarrazin de Montferrier (1854-1893), een derde maal met Louise Milord (1841-1912) en een vierde maal met Jeanne de Gaudart d'Allaines (1856-1936). Hij had een zoon en een dochter uit zijn eerste huwelijk.
      - Clotilde de T'Serclaes de Wommersom (Deurle, 25 mei 1883 - Nazareth, 11 juni 1971), trouwde met baron Christian Kervyn de Volkaersbeke (1877-1931), burgemeester van Nazareth. Ze kregen een zoon en drie dochters, met afstammelingen tot heden.
      - Charles de T'Serclaes de Wommersom (Gent, 27 maart 1888 - Pontenx-les-Forges, 29 mei 1972), trouwde met Suzanne de l'Enferna (1896-1941). Ze kregen een zoon, met afstammelingen tot heden.

    - Lothaire de T'Serclaes de Wommersom (Sint-Niklaas, 12 april 1848 - Nice, 17 maart 1918), trouwde een eerste maal met Léonie Bravard (1855-1940)en een tweede maal met Frédérique Prat (1860-1908).

## Theodore de T'Serclaes
- Theodoor François Ghislain de T'Serclaes de Wommersom (Wommersom, 2 februari 1779 - Sint-Truiden, 1 juli 1857), zoon van Charles Ernest (zie hierboven), werd in 1838 erkend in de erfelijke adel met de titel baron overdraagbaar op alle afstammelingen. Hij trouwde met Catherine de Stappers (1783-1849) en vervolgens met Virginie Rausch. Beide huwelijke bleven kinderloos.

## Aimé de T'Serclaes
- Aimé Louis de Gonzague Pépin Ghislain de T'Serclaes (Wommersom, 8 februari 1788 - Brussel, 26 september 1873), zoon van Charles Ernest (zie hierboven), werd in 1838 erkend in de erfelijke adel met de titel baron overdraagbaar op al zijn afstammelingen. Hij trouwde met Marie van der Gote (1786-1814) en vervolgens met haar zus Florence van der Gote (1795-1864). In de volgende generatie doofde deze familietak uit.

## Wommersom
De heerlijkheid Wommersom werd in 1756 aangekocht door Charles-Ernest de T'Serclaes (1735-1809), die er de laatste heer onder het ancien régime van was. Het kasteel en omliggende bleef eigendom van de familie tot in de 20e eeuw.
Volksvertegenwoordiger Theodoor de T'Serclaes (1809-1880), die zelf een kasteel bewoonde in Lubbeek, verwaarloosde het kasteel van Wommersom. Zijn zoon Jacques (1852-1914) liet omstreeks 1880 het kasteel grotendeels slopen en vervangen door een neogotische nieuwbouw.
Zijn kleinzoon, Evrard de T'Serclaes (1907-1971), getrouwd met Olga de Lichtervelde (1893-1960), vertrok naar Zuid-Afrika en verkocht het kasteel aan een immobiliënvennootschap. Het werd een woonzorgcentrum. Een afstammeling T'Serclaes, baron en vrijgezel Jean de Roest d'Alkemade (1924-1988), zoon van Albine de T'Serclaes (1889-1937), kocht het kasteel, maar weldra verkocht hij het aan Rafaël Lippens.